# Cypriniculture
La cypriniculture est l'élevage des cyprinidés : carpes, gardons, tanches, etc. Il s'effectue traditionnellement dans des étangs vidangeables. Après pêche, l'étang est asséché et mis au repos pendant une année. Les végétaux et animaux présents dans l'étang forment une chaîne alimentaire qui permet ce type de pisciculture sans recours à des apports d'aliments.
En France, les principales zones de production historiques sont la région des Dombes, la Sologne, l'Est, la Brenne et la Camargue.

## Espèces concernées
Les carpes peuvent être la carpe commune (Cyprinus carpio), la carpe de Prusse dite aussi "carassin argenté" (Carassius  gibelio) et  des variétés de carpes asiatiques telles que la carpe à grosse tête (Aristichthys nobilis), la carpe argentée (Hypophthalmichthys molitrix),ou la carpe de roseau (Ctenopharyngodon idella).
Sont également utilisées la tanche (Tinca tinca), l'able de Heckel (Leuscapius delineatus), la bouvière (Rhodeus sericeus), la brème bordelière (Blicca bjoerkna), la brème (Abramis brama), le carassin commun (Carassius carassius) et le gardon.